# Zebrias japonica
Zebrias japonica es una especie de pez de la familia Soleidae en el orden de los Pleuronectiformes.

## Distribución geográfica
Se encuentran en las  costas de Corea,  China y Japón.